# Чернеча (притока Черемушної)
Чернича (рос. Р. Чернечья), також Одринка — річка в Україні у в межах Валківської міської громади Богодухівського району, Люботинської міської та Нововодолазької селищної громад Харківського району Харківської області. Ліва притока річки Черемушної (басейн Азовського моря).

## Опис
Довжина річки приблизно 9,86 км, найкоротша відстань між витоком і гирлом — 8,26 км, коефіцієнт звивистості річки — 1,19. Формується декількома балками та загатами. На деяких ділянках річка пересихає.

## Розташування
Бере початок у селі Кут. Тече переважно на південний захід через село Одринку і на північно-західній околиці села Бахметівки впадає в річку Черемушну, ліву притоку річки Мжи.

## Притоки
- Черемушний яр - ліва притока, впадає на околиці села Кут [3]
- Липовий яр - права притока, починається на сході від села Огульці, тече переважно на південний схід і впадає у Черничу на північній околиці села Одринка.[4]

## Цікаві факти
- У минулому столітті на річці в селі Одринка існували газгольдер і декілька газових свердловин[5].